# Urepel
Urepel (prononcé [yʁpɛl] ; en basque : Urepele) est une commune française située dans le département des Pyrénées-Atlantiques, en région Nouvelle-Aquitaine.
Le gentilé est Urepeldar.

## Géographie

### Localisation
La commune d'Urepel se trouve dans le département des Pyrénées-Atlantiques, en région Nouvelle-Aquitaine et est frontalière avec l'Espagne (Communauté forale de Navarre).
Elle se situe à 147 km par la route de Pau, préfecture du département, à 69 km de Bayonne, sous-préfecture, et à 71 km de Mauléon-Licharre, bureau centralisateur du canton de Montagne Basque dont dépend la commune depuis 2015 pour les élections départementales.
La commune fait en outre partie du bassin de vie de Saint-Jean-Pied-de-Port.
Le village d'Urepel se situe au fond de la vallée des Aldudes à 420 m d'altitude et est limitrophe du pays Quint (Kintoa en basque ou Quinto Real en espagnol), zone de pâturages appartenant à l'Espagne mais dont la jouissance revient aux éleveurs de la vallée de Baigorry.
Les communes les plus proches sont : 
Aldudes (3,0 km), Banca (7,2 km), Arnéguy (11,8 km), Saint-Étienne-de-Baïgorry (13,0 km), Bayonne (47,2 km).
Sur le plan historique et culturel, Urepel fait partie de la province de la Basse-Navarre, un des sept territoires composant le Pays basque,. La Basse-Navarre en est la province la plus variée en ce qui concerne son patrimoine, mais aussi la plus complexe du fait de son morcellement géographique. Depuis 1999, l'Académie de la langue basque ou Euskalzaindia divise la Basse-Navarre en six zones,. La commune est dans le pays de Baïgorry-Ossès (Baigorri-Ortzaize), au sud-ouest de ce territoire.
La commune est frontalière avec l'Espagne (Navarre) au sud et à l'ouest.

### Communes limitrophes
Les communes limitrophes sont  Aldudes, Banca, Baztan et Erro.
| Aldudes          |                | Banca |
| Baztan (Espagne) | Urepel         |       |
|                  | Erro (Espagne) |       |

### Paysages et relief
Le mont Ahadi (1 450 mètres), une montagne entre Saint-Étienne-de-Baïgorry et Urepel.

### Hydrographie
La commune est drainée par la Nive des Aldudes, Ahunztarretako erreka, Behodeyko erreka, un bras d’Imiliztéguiko erreka, Etchemendiko erreka, Harriondoko erreka, Imiliztéguiko erreka, Labiaringo erreka, Lohitzeko erreka, Soaluzeko erreka, et par divers petits cours d'eau, constituant un réseau hydrographique de 30 km de longueur totale,.
La Nive des Aldudes, d'une longueur totale de 35,5 km, naît en Navarre au pied du Mendi Haundia (1 232 m), dans la commune d'Erro (Espagne), puis s'écoule au nord dans la vallée de Baïgorry pour confluer dans la Nive à Saint-Martin-d'Arrossa, à 110 m d'altitude, après avoir traversé 6 communes.

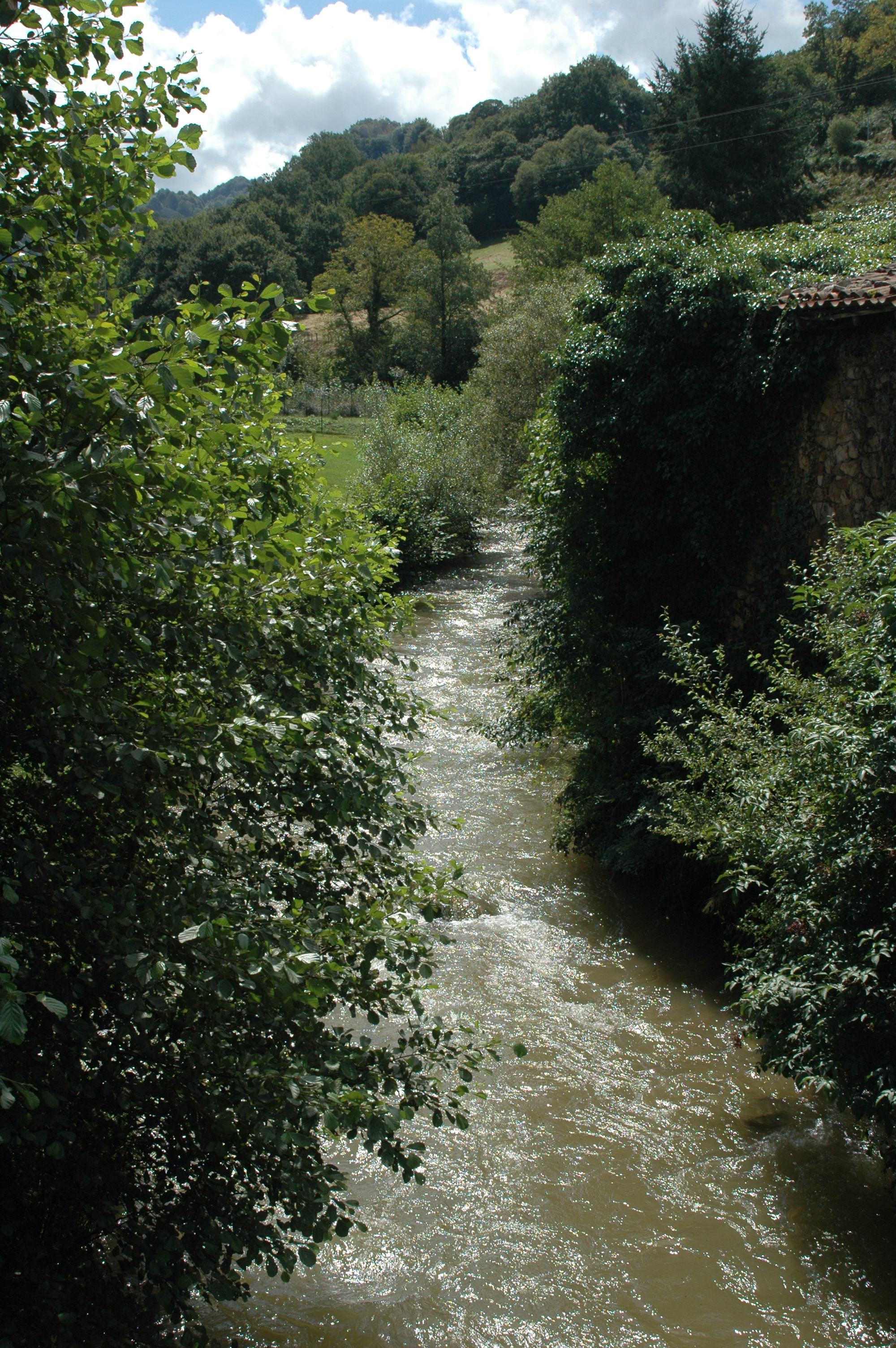
La Nive des Aldudes à Urepel.
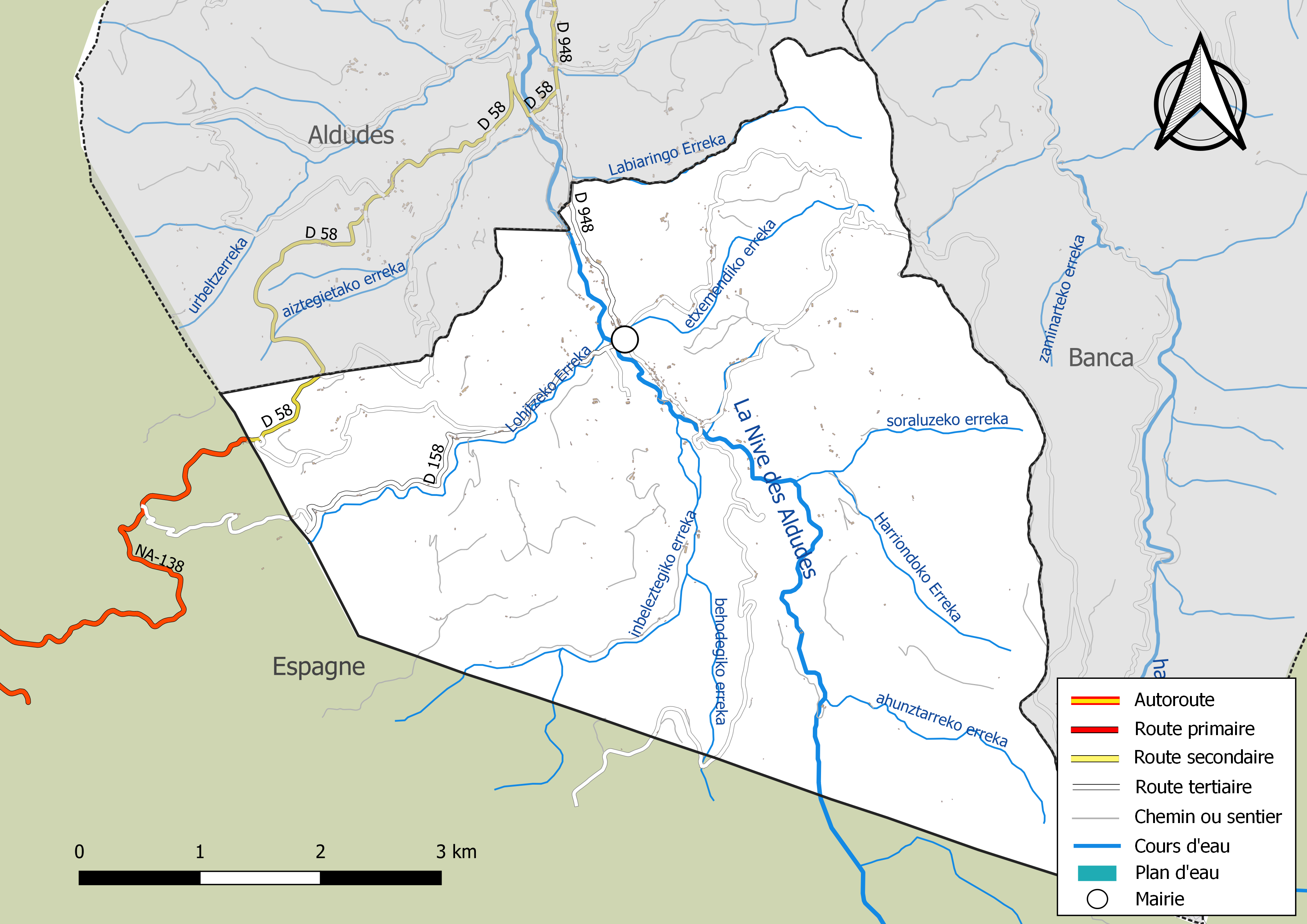
Réseaux hydrographique et routier d'Urepel.

### Climat
Pour des articles plus généraux, voir Climat de la Nouvelle-Aquitaine et Climat des Pyrénées-Atlantiques.
Historiquement, la commune est exposée à un micro climat océanique basque.  
En 2020, Météo-France publie une typologie des climats de la France métropolitaine dans laquelle la commune est exposée à un climat de montagne et est dans la région climatique Pyrénées atlantiques, caractérisée par une pluviométrie élevée (>1 200 mm/an) en toutes saisons, des hivers très doux (7,5 °C en plaine) et des vents faibles.
Pour la période 1971-2000, la température annuelle moyenne est de 12 °C, avec une amplitude thermique annuelle de 11,8 °C. Le cumul annuel moyen de précipitations est de 1 490 mm, avec 14,5 jours de précipitations en janvier et 9,7 jours en juillet. Pour la période 1991-2020, la température moyenne annuelle observée sur la station météorologique installée sur la commune est de 12,8 °C et le cumul annuel moyen de précipitations est de 1 741,1 mm,. Pour l'avenir, les paramètres climatiques de la commune estimés pour 2050 selon différents scénarios d’émission de gaz à effet de serre sont consultables sur un site dédié publié par Météo-France en novembre 2022.
| Mois                                  | jan.          | fév.           | mars          | avril         | mai           | juin          | jui.          | août          | sep.         | oct.          | nov.          | déc.          | année      |
| ------------------------------------- | ------------- | -------------- | ------------- | ------------- | ------------- | ------------- | ------------- | ------------- | ------------ | ------------- | ------------- | ------------- | ---------- |
| Température minimale moyenne (°C)     | 2,2           | 2,2            | 4             | 6,5           | 8,7           | 11,6          | 13,5          | 13,2          | 10,8         | 8,4           | 5,3           | 3,2           | 7,5        |
| Température moyenne (°C)              | 6,4           | 6,9            | 9,1           | 12            | 14,2          | 17,4          | 19,5          | 19,7          | 17,1         | 14            | 9,6           | 7,5           | 12,8       |
| Température maximale moyenne (°C)     | 10,6          | 11,5           | 14,2          | 17,4          | 19,7          | 23,2          | 25,5          | 26,2          | 23,5         | 19,6          | 14            | 11,8          | 18,1       |
| Record de froid (°C) date du record   | −7,3 24.01.11 | −10,3 12.02.12 | −4,9 09.03.10 | −4,2 05.04.22 | −0,3 07.05.10 | 3,3 08.06.19  | 5,1 08.07.11  | 5,8 30.08.09  | 1,5 28.09.07 | −3,4 16.10.09 | −8 17.11.07   | −9,8 20.12.09 | −10,3 2012 |
| Record de chaleur (°C) date du record | 22,6 01.01.22 | 26,3 27.02.19  | 27,2 10.03.17 | 30,2 06.04.11 | 34,9 26.05.17 | 39,8 18.06.22 | 40,5 18.07.22 | 39,7 17.08.12 | 37 07.09.16  | 32,1 01.10.23 | 25,6 07.11.15 | 22,3 31.12.21 | 40,5 2022  |
| Précipitations (mm)                   | 238,3         | 186,5          | 183,7         | 144           | 159,3         | 99,7          | 67,1          | 69,8          | 75,1         | 119,2         | 229,9         | 168,5         | 1 741,1    |

### Milieux naturels et biodiversité

#### Réseau Natura 2000
Le réseau Natura 2000 est un réseau écologique européen de sites naturels d'intérêt écologique élaboré à partir des Directives « Habitats » et « Oiseaux », constitué de zones spéciales de conservation (ZSC) et de zones de protection spéciale (ZPS).
Deux sites Natura 2000 ont été définis sur la commune au titre de la « directive Habitats », : 
- « la Nive », d'une superficie de 9 473 ha, un des rares bassins versants à accueillir l'ensemble des espèces de poissons migrateurs du territoire français, excepté l'Esturgeon européen[23] ;
- les « montagnes des Aldudes », d'une superficie de 18 474 ha, ayant une vocation essentiellement pastorale, et dans une moindre mesure forestière, ce qui a engendré une mosaïque complexe de milieux, qui accueillent une grande diversité d’espèces de flore et de faune[24] ;

et une au titre de la « directive Oiseaux », : 
- la « vallée de la Nive des Aldudes, Col de Lindux », d'une superficie de 14 767 ha, un massif montagneux schisteux à nombreux faciès rupestres, et pelouses montagnardes[25].

#### Zones naturelles d'intérêt écologique, faunistique et floristique
L’inventaire des zones naturelles d'intérêt écologique, faunistique et floristique (ZNIEFF) a pour objectif de réaliser une couverture des zones les plus intéressantes sur le plan écologique, essentiellement dans la perspective d’améliorer la connaissance du patrimoine naturel national et de fournir aux différents décideurs un outil d’aide à la prise en compte de l’environnement dans l’aménagement du territoire.
Deux ZNIEFF de type 1 sont recensées sur la commune, : 
la « forêt d'Hayra » (2 055,02 ha), couvrant 2 communes du département et 
le « site de Petexaenea et ses alentours » (8 601,95 ha), couvrant 3 communes du département
et deux ZNIEFF de type 2,, : 
- les « montagnes et vallées des Aldudes, massifs du Mondarrain et de l'Artzamendi » (23 074,84 ha), couvrant 9 communes du département[29] ;
- le « réseau hydrographique des Nives » (3 596,23 ha), couvrant 33 communes du département[30].

## Urbanisme

### Typologie
Au 1er janvier 2024, Urepel est catégorisée commune rurale à habitat très dispersé, selon la nouvelle grille communale de densité à sept niveaux définie par l'Insee en 2022.
Elle est située hors unité urbaine et hors attraction des villes,.

### Occupation des sols

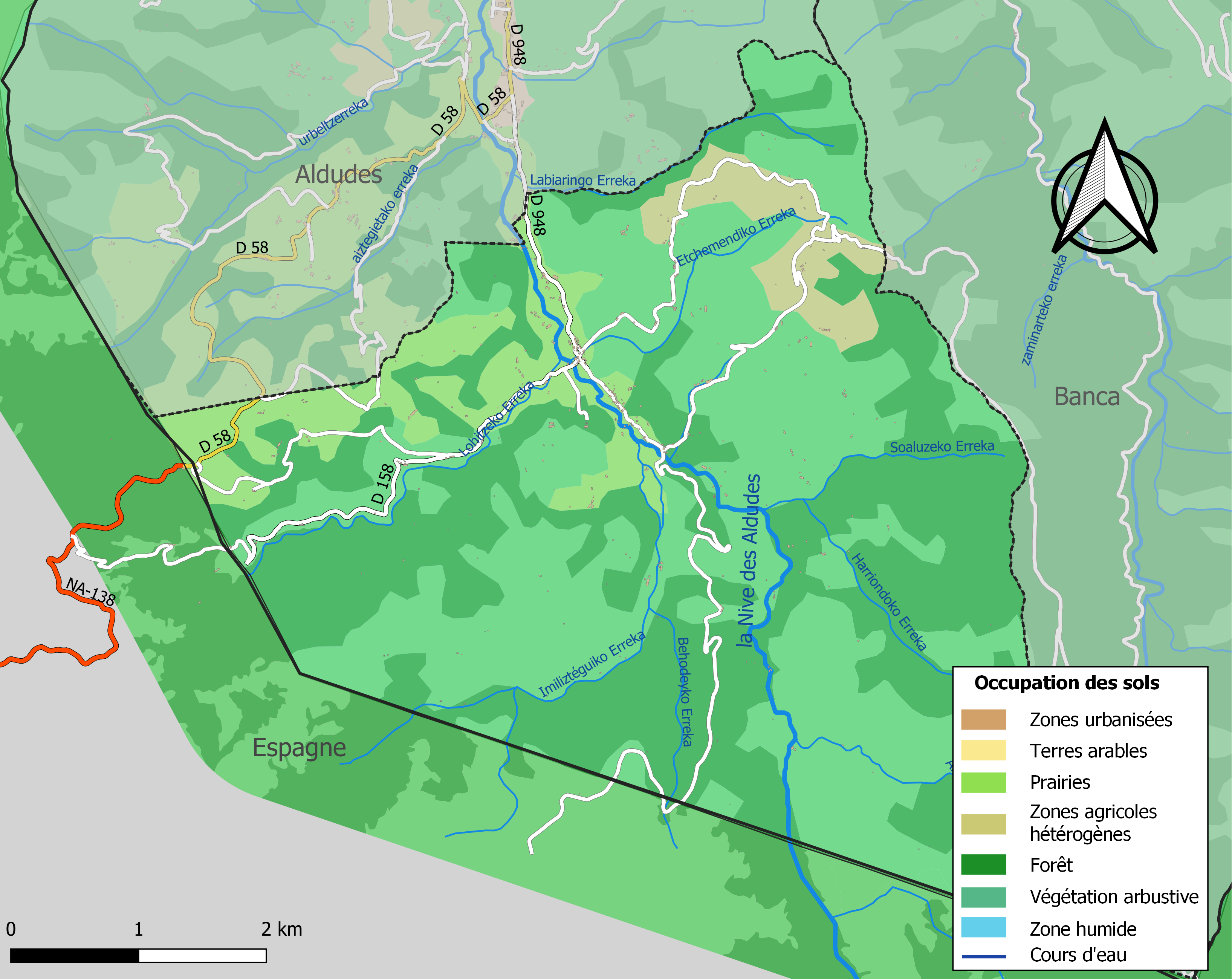
Carte des infrastructures et de l'occupation des sols de la commune en 2018 (CLC).

L'occupation des sols de la commune, telle qu'elle ressort de la base de données européenne d’occupation biophysique des sols Corine Land Cover (CLC), est marquée par l'importance des forêts et milieux semi-naturels (87,1 % en 2018), en diminution par rapport à 1990 (89,7 %). La répartition détaillée en 2018 est la suivante : 
milieux à végétation arbustive et/ou herbacée (46,9 %), forêts (40,2 %), prairies (8,9 %), zones agricoles hétérogènes (4 %). L'évolution de l’occupation des sols de la commune et de ses infrastructures peut être observée sur les différentes représentations cartographiques du territoire : la carte de Cassini (XVIIIe siècle), la carte d'état-major (1820-1866) et les cartes ou photos aériennes de l'IGN pour la période actuelle (1950 à aujourd'hui).

### Lieux-dits et hameaux
- Apotegia ;
- Kintoko erreka ;
- Labiriain ;
- Isterbéguy ;
- Garralda ;
- Usozelai.

### Voies de communication et transports
Urepel est desservie par les routes départementales D 158 et D 948.
Elle est également desservie par le réseau de transports en commun Txik Txak.

### Risques majeurs
Le territoire de la commune d'Urepel est vulnérable à différents aléas naturels : météorologiques (tempête, orage, neige, grand froid, canicule ou sécheresse), inondations, feux de forêts, mouvements de terrains et séisme (sismicité moyenne). Un site publié par le BRGM permet d'évaluer simplement et rapidement les risques d'un bien localisé soit par son adresse soit par le numéro de sa parcelle.
Certaines parties du territoire communal sont susceptibles d’être affectées par le risque d’inondation par une crue torrentielle ou à montée rapide de cours d'eau, notamment la Nive des Aldudes. La commune a été reconnue en état de catastrophe naturelle au titre des dommages causés par les inondations et coulées de boue survenues en 1982, 1983, 2007, 2009 et 2021,.
Urepel est exposée au risque de feu de forêt. En 2020, le premier plan de protection des forêts contre les incendies (PDPFCI) a été adopté pour la période 2020-2030. La réglementation des usages du feu à l’air libre et les obligations légales de débroussaillement dans le département des Pyrénées-Atlantiques font l'objet d'une consultation de public ouverte du 16 septembre au 7 octobre 2022,.
Les mouvements de terrains susceptibles de se produire sur la commune sont des affaissements et effondrements liés aux cavités souterraines (hors mines). Afin de mieux appréhender le risque d’affaissement de terrain, un inventaire national permet de localiser les éventuelles cavités souterraines sur la commune.

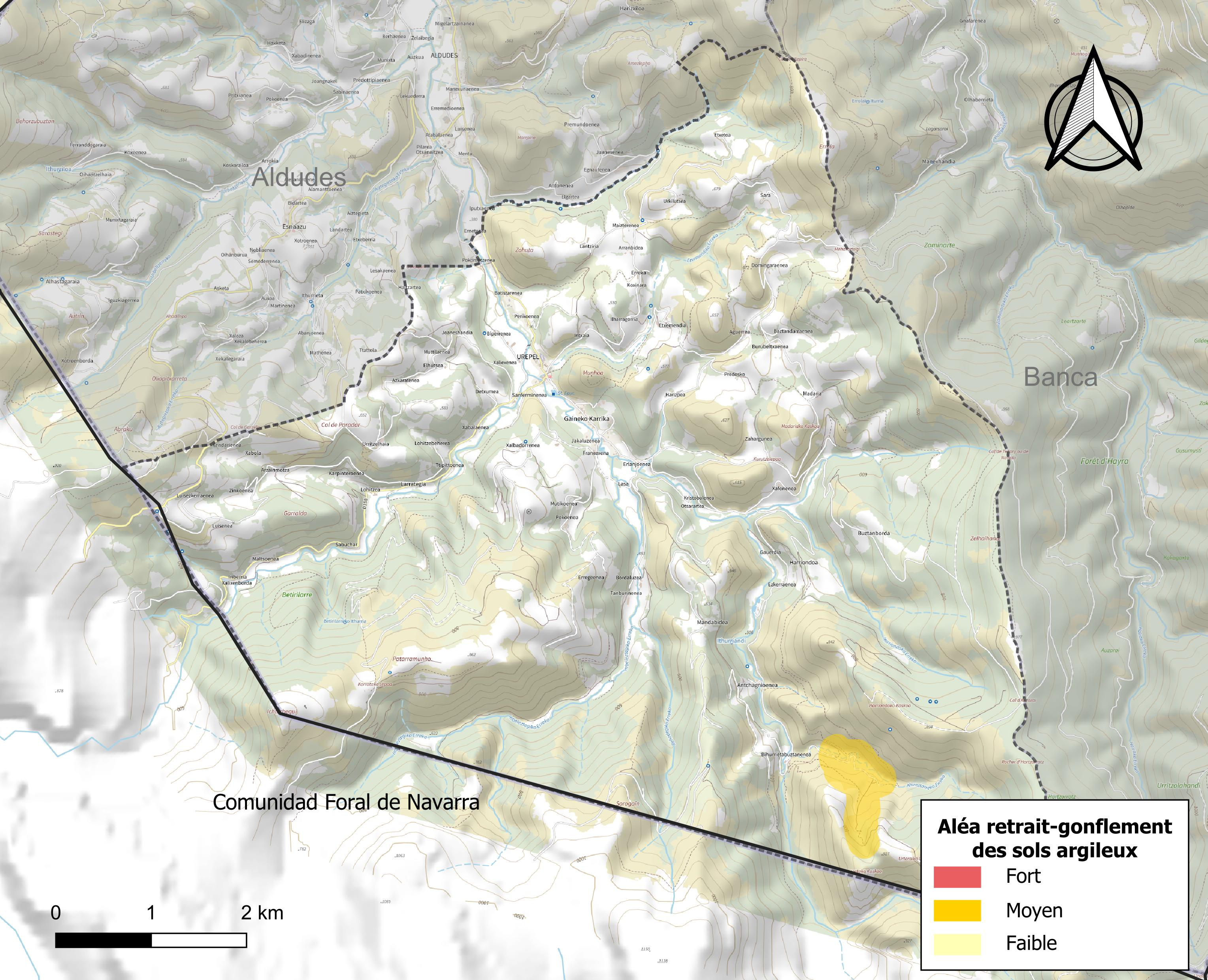
Carte des zones d'aléa retrait-gonflement des sols argileux d'Urepel.

Le retrait-gonflement des sols argileux est susceptible d'engendrer des dommages importants aux bâtiments en cas d’alternance de périodes de sécheresse et de pluie. 1,2 % de la superficie communale est en aléa moyen ou fort (59 % au niveau départemental et 48,5 % au niveau national). Depuis le 1er octobre 2020, en application de la loi ELAN, différentes contraintes s'imposent aux vendeurs, maîtres d'ouvrages ou constructeurs de biens situés dans une zone classée en aléa moyen ou fort,.
Concernant les mouvements de terrains, la commune a été reconnue en état de catastrophe naturelle au titre des dommages causés par des mouvements de terrain en 2013 et 2018.

## Toponymie
Le nom officiel de la commune est Urepel, francisation du nom basque originel Urepele [urˈepel(e)].
Ce toponyme basque provient de ur epel « eau tiède » ; le e final est un élément de déclinaison non étymologique, qui peut être prononcé ou non selon le contexte. En français deux prononciations existent : [yʁəpɛl], plus traditionnelle et plus proche des conventions graphiques du français, et [uʁepel] plus proche de la prononciation basque originelle et plus usité aujourd'hui[réf. nécessaire].

## Histoire
Paul Raymond note qu'Urepel, ancien village de la commune d'Aldudes, fut érigé en commune le 15 février 1862.

## Héraldique
| Blason | Blasonnement : Écartelé au 1 d'or à l'escarboucle pommetée et fleuronnée de gueules allumée de sinople ; au 2 de sinople à deux brebis au naturel accornées d'or rangées en pal ; au 3 de gueules aux initiales accolées VE d'or ; au 4 d'or à trois fasces ondées d'azur ; sur le tout d'azur à une plume d'or posée en barre. |

## Politique et administration
| Période                                  | Période  | Identité                     | Étiquette | Qualité |
| ---------------------------------------- | -------- | ---------------------------- | --------- | ------- |
| 1971                                     | 1977     | Txomin Arrambide             |           |         |
| 1977                                     | 2008     | Marie-Antoinette Etchebarren | DVD       |         |
| 2008                                     | 2020     | Michel Ernaga                |           |         |
| 2020                                     | En cours | Xole Aire                    |           |         |
| Les données manquantes sont à compléter. |          |                              |           |         |

### Intercommunalité
La commune d'Urepel participe à cinq structures intercommunales :
- l'agence publique de gestion locale ;
- la communauté d'agglomération du Pays Basque ;
- le syndicat d'énergie des Pyrénées-Atlantiques ;
- le syndicat intercommunal pour l'aménagement et la gestion de l'abattoir de Saint-Jean-Pied-de-Port ;
- le syndicat intercommunal pour le soutien à la culture basque.

En outre, elle était adhérente au syndicat mixte du bassin versant de la Nive avant sa dissolution en 2017.

## Population et société

### Démographie
L'évolution du nombre d'habitants est connue à travers les recensements de la population effectués dans la commune depuis 1861. Pour les communes de moins de 10 000 habitants, une enquête de recensement portant sur toute la population est réalisée tous les cinq ans, les populations de référence des années intermédiaires étant quant à elles estimées par interpolation ou extrapolation. Pour la commune, le premier recensement exhaustif entrant dans le cadre du nouveau dispositif a été réalisé en 2008.

En 2022, la commune comptait 274 habitants, en évolution de −4,86 % par rapport à 2016 (Pyrénées-Atlantiques : +3,78 %, France hors Mayotte : +2,11 %).
| 1861  | 1866 | 1872 | 1876 | 1881 | 1886 | 1891 | 1896 | 1901 |
| ----- | ---- | ---- | ---- | ---- | ---- | ---- | ---- | ---- |
| 1 030 | 960  | 892  | 815  | 789  | 792  | 741  | 745  | 730  |

| 1906 | 1911 | 1921 | 1926 | 1931 | 1936 | 1946 | 1954 | 1962 |
| ---- | ---- | ---- | ---- | ---- | ---- | ---- | ---- | ---- |
| 724  | 746  | 684  | 733  | 625  | 615  | 562  | 565  | 573  |

| 1968 | 1975 | 1982 | 1990 | 1999 | 2006 | 2008 | 2013 | 2018 |
| ---- | ---- | ---- | ---- | ---- | ---- | ---- | ---- | ---- |
| 561  | 485  | 459  | 400  | 365  | 349  | 345  | 305  | 280  |

| 2022 | - | - | - | - | - | - | - | - |
| ---- | - | - | - | - | - | - | - | - |
| 274  | - | - | - | - | - | - | - | - |

### Enseignement
La commune dispose d'une école élémentaire publique.

## Économie
L'activité est principalement agricole. La commune fait partie de la zone d'appellation de l'Ossau-iraty. La qualité des eaux des torrents a permis le développement d'une activité de pisciculture.

## Culture locale et patrimoine
- Xalbador eguna (« journée de Xalbador »), festival se déroulant en octobre en honneur du bertsolari Xalbador, natif de la commune et décédé en 1976.
- Urepeleko marka ou « le marquage des bovins » en transhumance vers les pâturages de Sorogain. Ce marquage donne lieu à une fête dans la dernière semaine du mois de mai.
- Les fêtes patronales après le 15 août.
- Le groupe Gatibu interprète une chanson nommée Urepel sur leur album Zoramena

### Patrimoine civil
- La ferme Inharabia[54] date du XVIIIe siècle, tout comme les fermes Jabola[55], Tanburin Borda[56] et Xaliesenea[57].

|  |  |

### Patrimoine religieux
- L'église de l'Assomption-de-la-Bienheureuse-Vierge-Marie[58] date de 1841.

|  |

## Équipements

### Enseignement
La commune dispose d'une école primaire, d'un centre de vacances et d'une salle omnisports.

## Personnalités liées à la commune
Fernando Aire Etxart dit Xalbador, né en 1920 à Urepel et décédé en 1976 dans la même commune, est un bertsolari en l'honneur duquel le chanteur Erramun Martikorena a consacré une chanson : Xalbadorren heriotzean (la mort de Xalbador).
|  |  |